# Dombeya

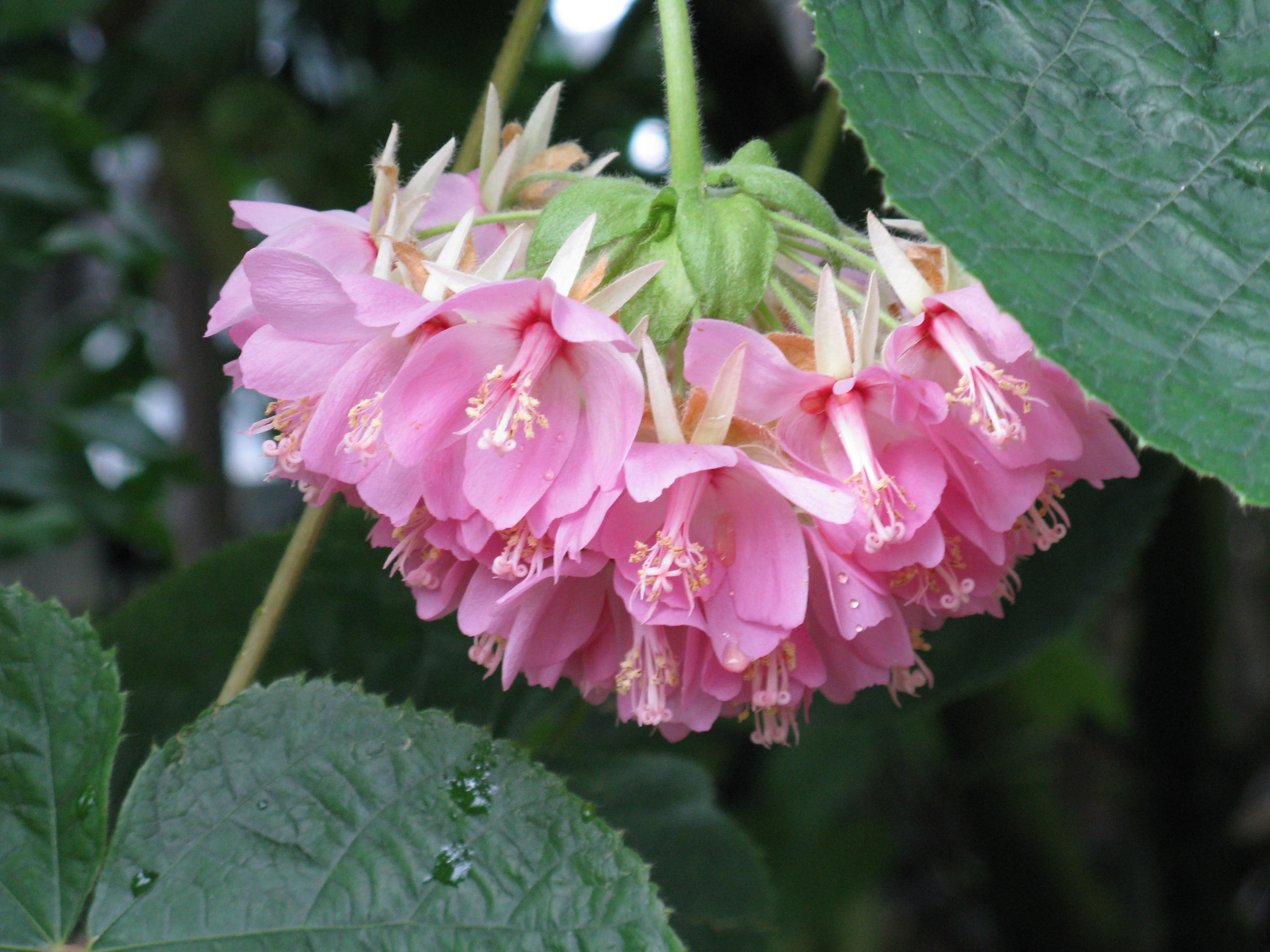
Dombeya wallichii virága

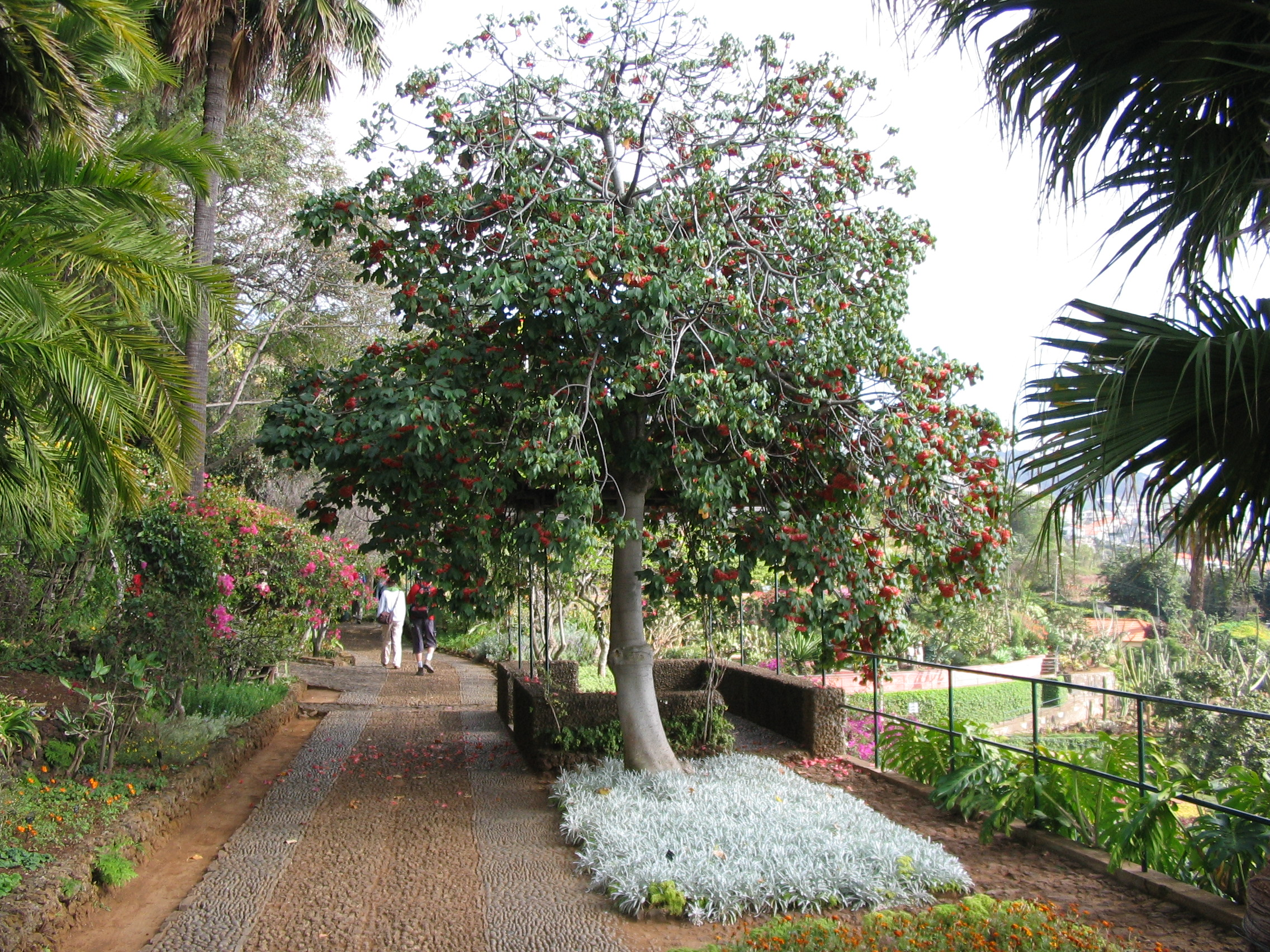
Dombeya cacuminum a funchali botanikus kertben

A Dombeya a mályvavirágúak (Malvales) rendjében a Dombeyoideae alosztály névadó nemzetsége mintegy háromszáz fajjal. Nevét a főleg Peruban és Chilében kutató Joseph Dombey (1742–1795) utazóról, botanikusról kapta.

## Elterjedése
A paleotropikus nemzetség fajainak mintegy negyede Afrikában, a többi Madagaszkáron él.

## Megjelenése, felépítése
Az egyes fajok fehér vagy rózsaszín virágú fák vagy cserjék; a legtöbb faj virágai kicsik, jellegtelenek. Magjaik kicsi, kerek kapszulákban ülnek. Legismertebb közülük a nagy virágfejű, pálhás madagaszkári Dombeya wallichii.

## Életmódja
A madagaszkári fajok tipikus trópusi növények, így a fagyot egyáltalán nem viselik el; az afrikaiak mérsékelten fagytűrők, így a mediterrán éghajlatú vidékeken is ültethetők.

## Felhasználása
A D. x cayeuxii hibridfaj: a szép virágú örökzöld rosthársat dísznövénynek ültetik. Fagyérzékeny. Bokor vagy fa, de cserepes növényként is termeszthető. A nagy virágú fajok, kiváltképp a D. wallichii és a D. cacuminum elterjedt dísznövények.
Öt faj (például a D. umbellata nevű cserje) rostos háncsából kötelet készítenek.